# طوطی سینه‌گوگردی
طوطی سینه‌گوگردی (نام علمی: Aratinga pintoi) نام یک گونه از سرده دم‌قیفی‌ها است.